# Pont-Remy
Pour les articles homonymes, voir Pont (toponyme) et Remy (homonymie).

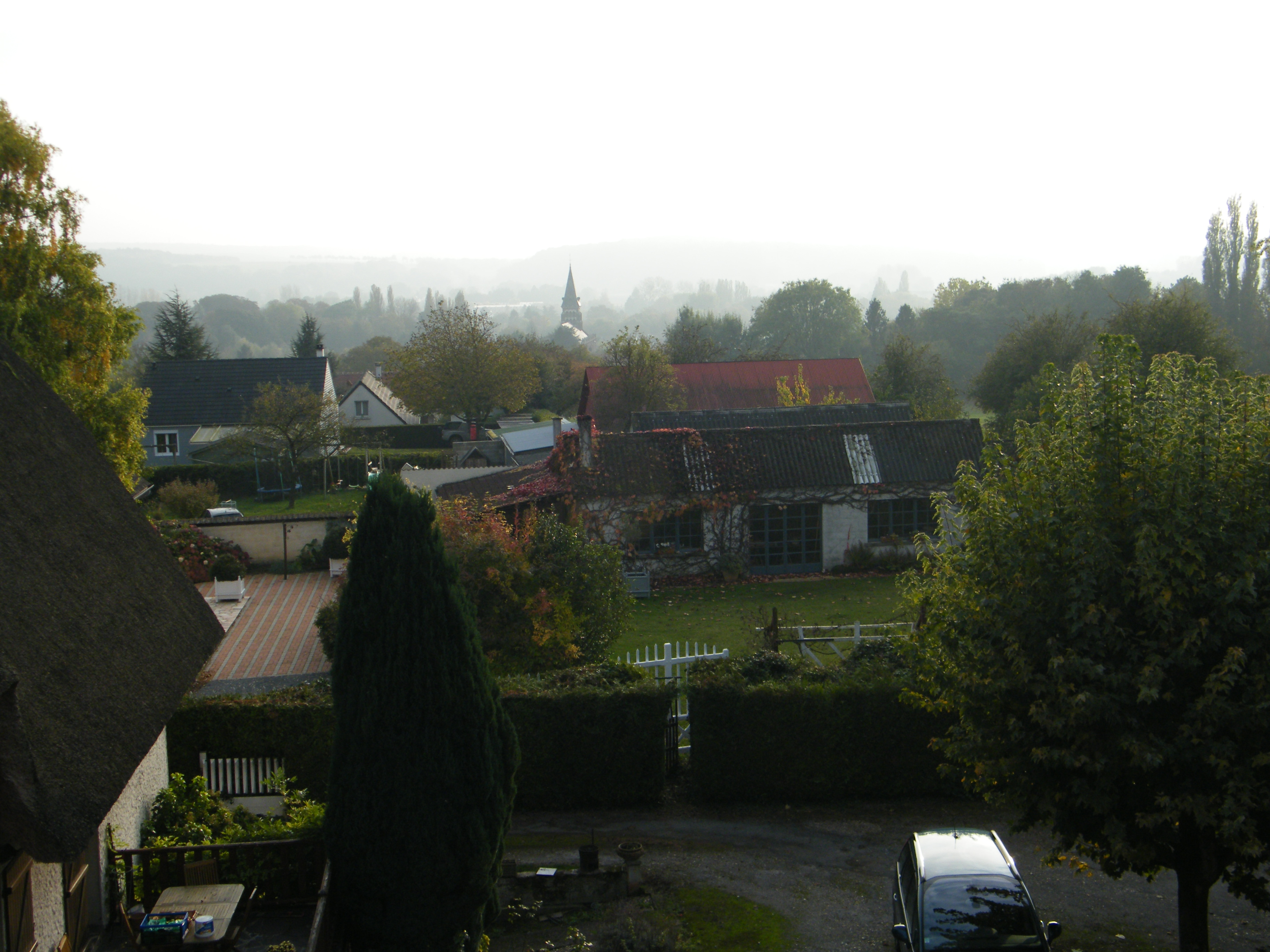
Vue générale.

Pont-Remy (prononcé [pɔ̃ ʁemi]; nommée également Pont-Rémy non officiellement) est une commune française située dans le département de la Somme en région Hauts-de-France.
Depuis juillet 2020, la commune fait partie du parc naturel régional Baie de Somme - Picardie maritime.
La commune fait aussi partie des villages labellisés Pays d'art et d'histoire qui œuvrent à mettre en avant leur patrimoine,.

## Géographie

### Localisation
Pont-Remy est un bourg picard situé entre Ponthieu et Vimeu.
À vol d'oiseau, la commune est située à 7 km au sud-ouest d'Ailly-le-Haut-Clocher, 7 km au sud-est d'Abbeville, 8 km au nord-ouest de Longpré-les-Corps-Saints et à 33 km au nord-ouest d'Amiens.
Le territoire de la commune est limitrophe de ceux de sept communes.
Les communes limitrophes sont  Bellancourt, Cocquerel, Eaucourt-sur-Somme, Fontaine-sur-Somme, Francières, Liercourt et Érondelle.

### Hydrographie

#### Réseau hydrographique
La commune est située dans le bassin Artois-Picardie. Elle est drainée par la Somme canalisée, le canal, le Marais et un autre petit cours d'eau.
Le canal de la Somme, construit entre 1770 et 1827, et mis au gabarit Freycinet en 1880, est long 170 km. Il débute à Saint-Simon où il touche au canal de Saint-Quentin et débouche dans la baie de Somme.

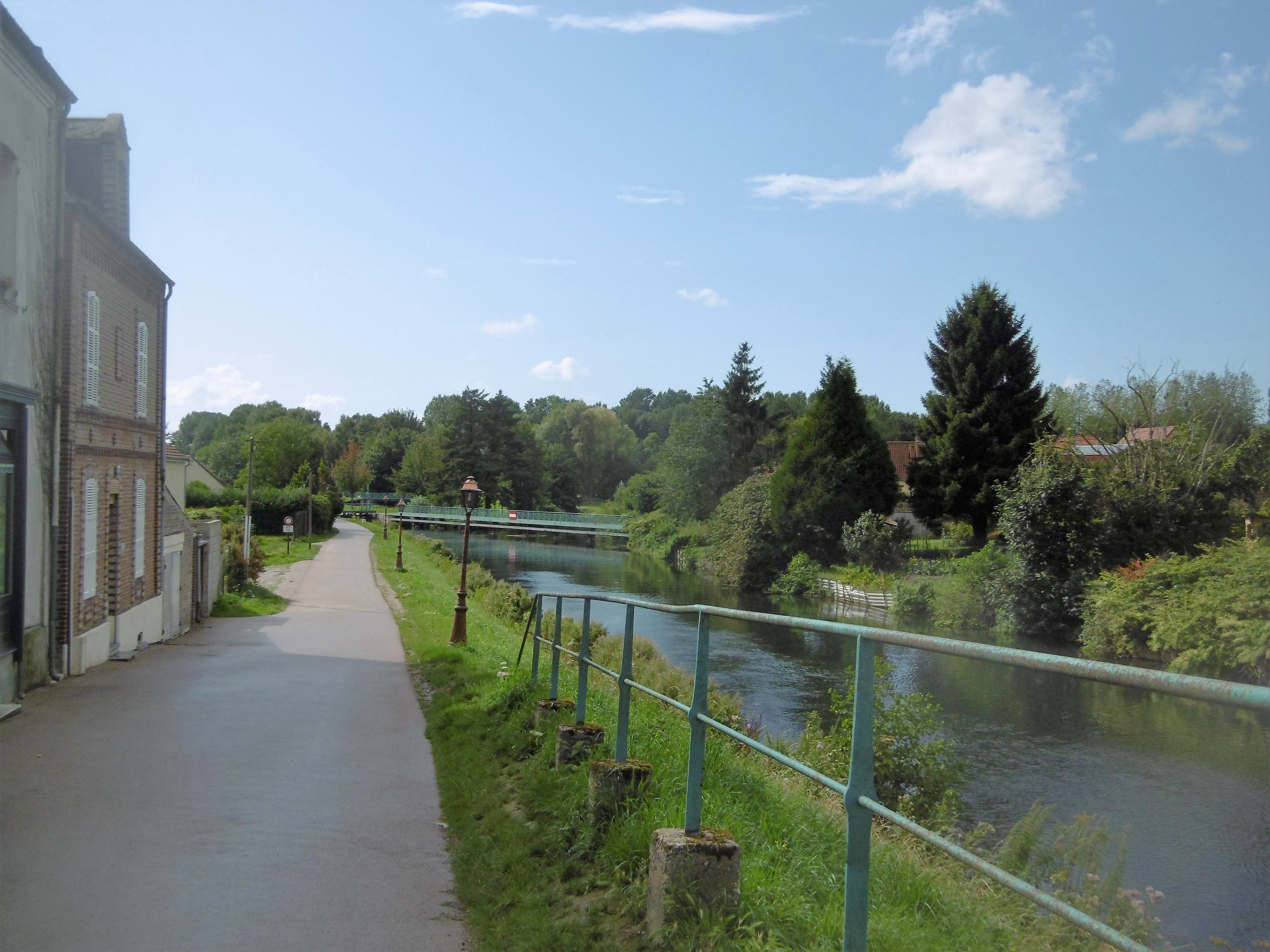
La Somme à Pont-Remy et la véloroute.
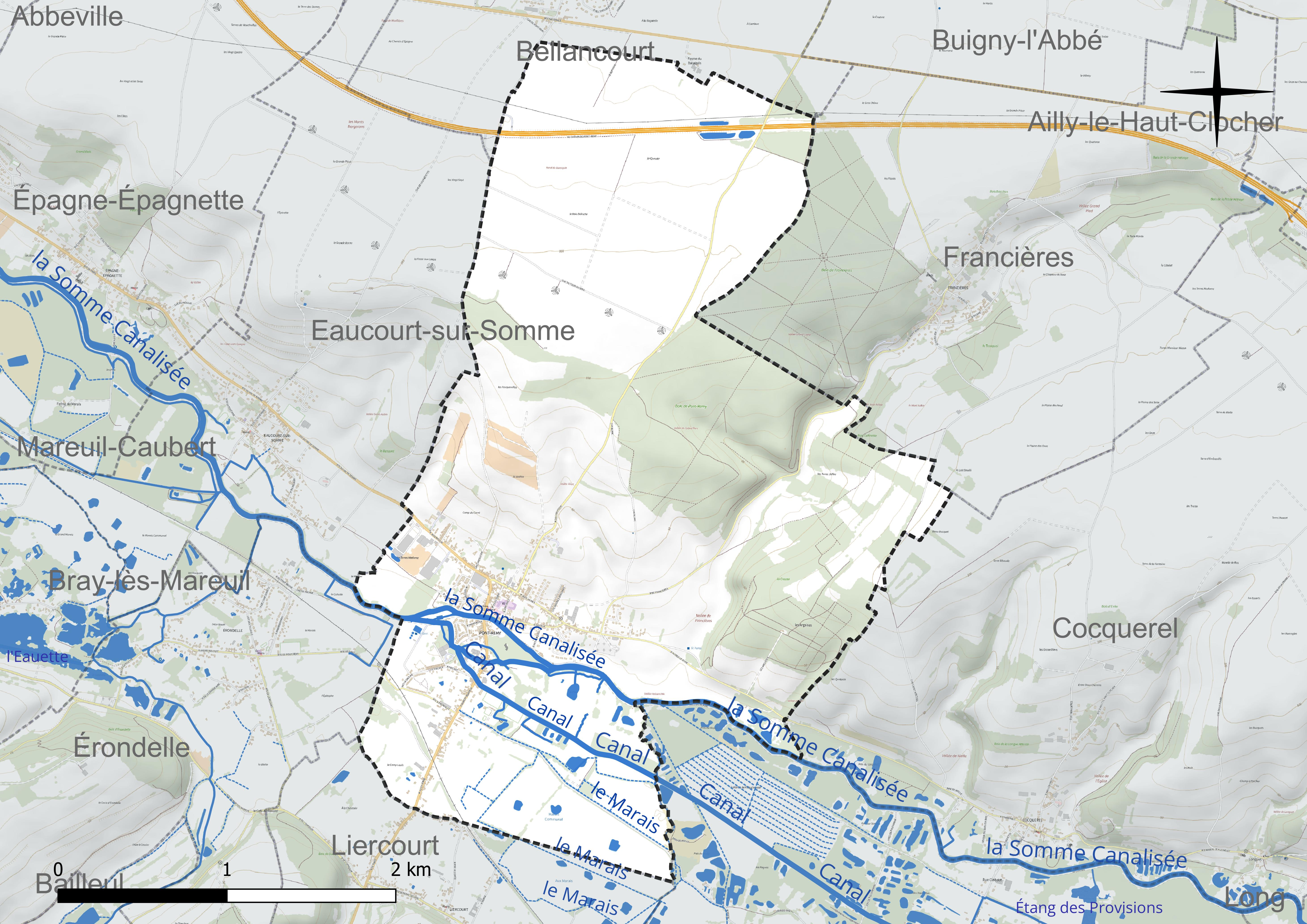
Réseau hydrographique de Pont-Remy.

#### Gestion et qualité des eaux
Le territoire communal est couvert par le schéma d'aménagement et de gestion des eaux (SAGE) « Somme aval et Cours d'eau côtiers ». Ce document de planification concerne un territoire de 1 835 km2 de superficie, délimité par le bassin versant de la Somme canalisée. Le périmètre a été arrêté le 29 avril 2010 et le SAGE proprement dit a été approuvé le 6 août 2019. La structure porteuse de l'élaboration et de la mise en œuvre est le syndicat mixte d'aménagement hydraulique du bassin versant de la Somme (AMEVA).
La qualité des cours d'eau peut être consultée sur un site dédié géré par les agences de l'eau et l'Agence française pour la biodiversité.

### Climat
Pour des articles plus généraux, voir Climat des Hauts-de-France et Climat de la Somme.
En 2010, le climat de la commune est de type climat océanique dégradé des plaines du Centre et du Nord, selon une étude du CNRS s'appuyant sur une série de données couvrant la période 1971-2000. En 2020, Météo-France publie une typologie des climats de la France métropolitaine dans laquelle la commune est exposée à un climat océanique et est dans la région climatique Côtes de la Manche orientale, caractérisée par un faible ensoleillement (1 550 h/an) ; forte humidité de l'air (plus de 20 h/jour avec humidité relative > 80 % en hiver), vents forts fréquents.
Pour la période 1971-2000, la température annuelle moyenne est de 10,6 °C, avec une amplitude thermique annuelle de 12,8 °C. Le cumul annuel moyen de précipitations est de 748 mm, avec 11,2 jours de précipitations en janvier et 8,5 jours en juillet. Pour la période 1991-2020, la température moyenne annuelle observée sur la station météorologique la plus proche, située sur la commune d'Abbeville à 8 km à vol d'oiseau, est de 11,0 °C et le cumul annuel moyen de précipitations est de 806,2 mm,. Pour l'avenir, les paramètres climatiques de la commune estimés pour 2050 selon différents scénarios d'émission de gaz à effet de serre sont consultables sur un site dédié publié par Météo-France en novembre 2022.

## Urbanisme

### Typologie
Au 1er janvier 2024, Pont-Remy est catégorisée bourg rural, selon la nouvelle grille communale de densité à sept niveaux définie par l'Insee en 2022.
Elle est située hors unité urbaine. Par ailleurs la commune fait partie de l'aire d'attraction d'Abbeville, dont elle est une commune de la couronne,. Cette aire, qui regroupe 73 communes, est catégorisée dans les aires de 50 000 à moins de 200 000 habitants,.

### Occupation des sols
L'occupation des sols de la commune, telle qu'elle ressort de la base de données européenne d'occupation biophysique des sols Corine Land Cover (CLC), est marquée par l'importance des territoires agricoles (70,5 % en 2018), une proportion sensiblement équivalente à celle de 1990 (70,6 %). La répartition détaillée en 2018 est la suivante : 
terres arables (51,4 %), forêts (20,3 %), prairies (11,3 %), zones urbanisées (9,2 %), zones agricoles hétérogènes (7,8 %). L'évolution de l'occupation des sols de la commune et de ses infrastructures peut être observée sur les différentes représentations cartographiques du territoire : la carte de Cassini (XVIIIe siècle), la carte d'état-major (1820-1866) et les cartes ou photos aériennes de l'IGN pour la période actuelle (1950 à aujourd'hui).

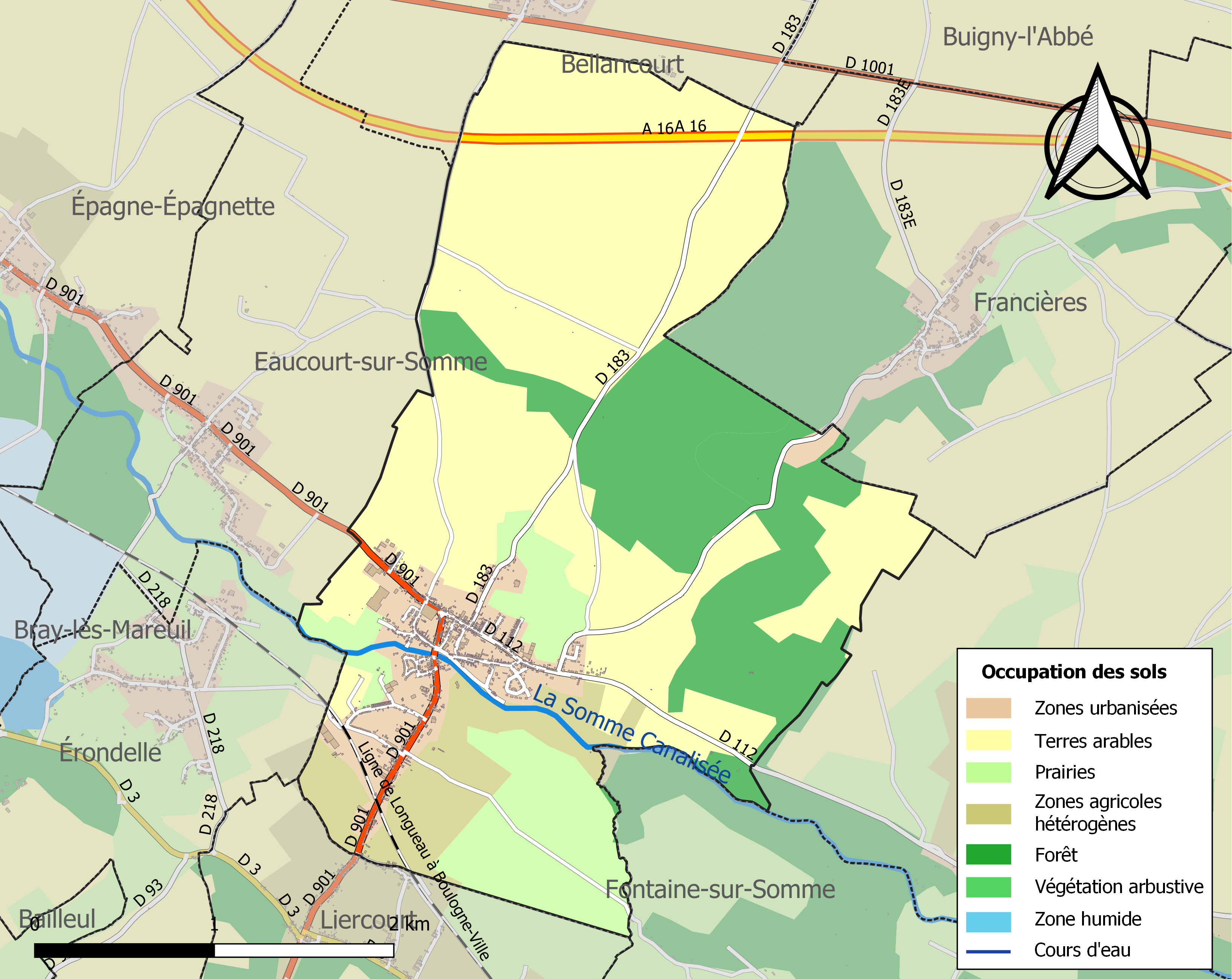
Carte des infrastructures et de l'occupation des sols de la commune en 2018 (CLC).

### Habitat
Ancien village industriel (1600 emplois), son habitat groupé a la particularité d'avoir des "cités ouvrières" de la fin du XIXe siècle, « les corons du jute ». La firme Saint Frères a disparu en 1954  mais ses locaux sont encore occupés par une autre industrie : la fabrication de laine d'acier pour les  pots catalytiques. Elle présente encore des toits en sheed.

### Voies de communication et transports

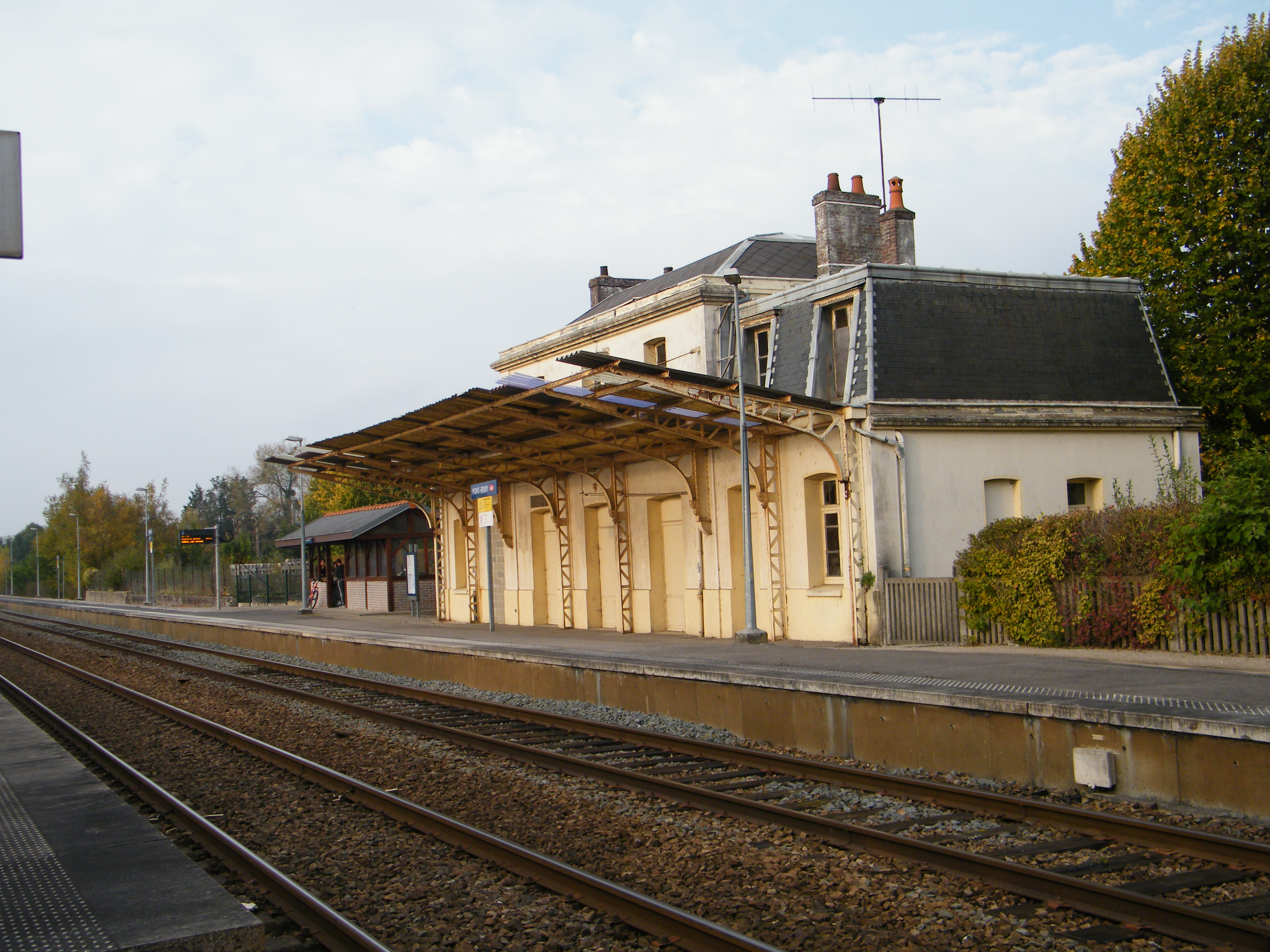
La Gare de Pont-Remy.

La localité est desservie sur toute sa longueur par l'ex-RN1 (actuelle RD 1001), dite rue de Paris.
La gare de Pont-Remy, sur la ligne de Longueau à Boulogne-Ville, est desservie par des trains omnibus TER Hauts-de-France qui effectuent des missions entre les gares d'Abbeville et d'Amiens, voire d'Albert.
En 2019, la localité est desservie par les lignes de bus du réseau Trans'80 (axe Abbeville - Airaines, ligne no 19), chaque jour de la semaine, sauf le dimanche et les jours fériés.
La véloroute de la vallée de la Somme est aménagée sur l'ancien chemin de halage de la Somme et dessert le bourg,.

## Toponymie
Le nom de la localité est attesté sous les formes Vadum S. Remigii ; Pons Deremii (1100) ; Pont de Remy (1178) ; Pons Remigii (1160) ; Pons S. Remigii (1184) ; Pont de Remi (1184) ; Pont (1192) ; Pontremy (1230) ; Pons Remy (1244) ; Pont à Remy (13..) ; Pont-Remy (1425) ; Port de Remy (1427) ; Pont-S.-Remy (1429) ; Pontdormy (1521) ; Pontdremi (1588) ; Pondremy (1588) ; Pont Dormy (1591) ; Pont d'Ormy (1680).

## Histoire
Un atelier de bouilleur de sel datant de l'âge du fer final a été découvert lors des fouilles réalisées avant les travaux pour la création de l'A16.
Pont-Remy a été le témoin de la dernière campagne de la guerre des Gaules conduite par Jules César, et les vestiges d'un camp gallo-romain ont été découverts entre Pont-Rémy et Eaucourt (rive droite), près de Liercourt. Vers 1870 fut mis au jour un vase contenant 200 pièces romaines en bronze
En 1127, Gauthier de Tyrel, prince de Poix, implante une fondation prieurale dépendant de l'abbaye du Bec d'Halluin.
Les seigneurs portant le nom de Pont Remy avaient le titre de vicomte et aussi de vicomte d'Abbeville par voie héréditaire. Ils figuraient parmi les plus importants seigneurs picards. En 1271, le seigneur de Pont-Remy est un des cinq pairs du comté de Ponthieu.
Les carrières de Pont-Remy sont mentionnées dès 1311, leurs matériaux ont été utilisés notamment pour la construction de l'église Saint-Gilles d'Abbeville et de l'église Saint-Vulfran d'Abbeville. L'une d'elles était encore en exploitation dans les années 1946-1949.
Le 22 août 1346, lors de la chevauchée, les troupes anglaises d'Édouard III tentent de prendre Pont-Remy pour franchir la Somme mais elles sont repoussées par les troupes françaises de Charles de Beaumont et Jean de Luxembourg (roi de Bohème).

Au mois d'octobre 1415, Henri V, roi d'Angleterre et arrière petit fils d'Édouard III, tente de rejoindre Calais avec son armée après le siège d'Harfleur. Celle-ci, frappée par la dysenterie, doit rentrer en Angleterre au plus vite. Pour ce faire, le roi d'Angleterre et ses gens doivent traverser la Somme, or une grande partie des ponts sur celle-ci sont rompus ou fort défendus par les français, alertés de la retraite des troupes anglaises. Henri V tente de traverser le fleuve à Pont-Rémy, comme son ancêtre, sans plus de succès. La chronique d'Enguerrand de Monstrelet raconte: 
« Et le dimanche treizième jour d'octobre [Henri V] fut logé à Bailleul en Vimeu. Et de là passant pays, envoya grand nombre de ses gens pour gagner le passage du pont de Remy ; mais les seigneurs de Gaucourt et du Pont-de-Remy avec ses enfants et grand nombre de ses gens d'armes défendirent bien et roidement le dit passage contre iceux Anglois ;  pour quoi le roi d'Angleterre, non pouvant passer, s'en alla loger à Hangest-sur-Somme et ès villages à l'environ.»
L'armée française alors à Abbeville ne réussira pas à empêcher la traversée de la Somme par l'armée anglaise, entre Voyennes et Béthencourt, mais elle lui barrera définitivement la route, en vain, le 25 octobre 1415 lors de la terrible bataille d'Azincourt.

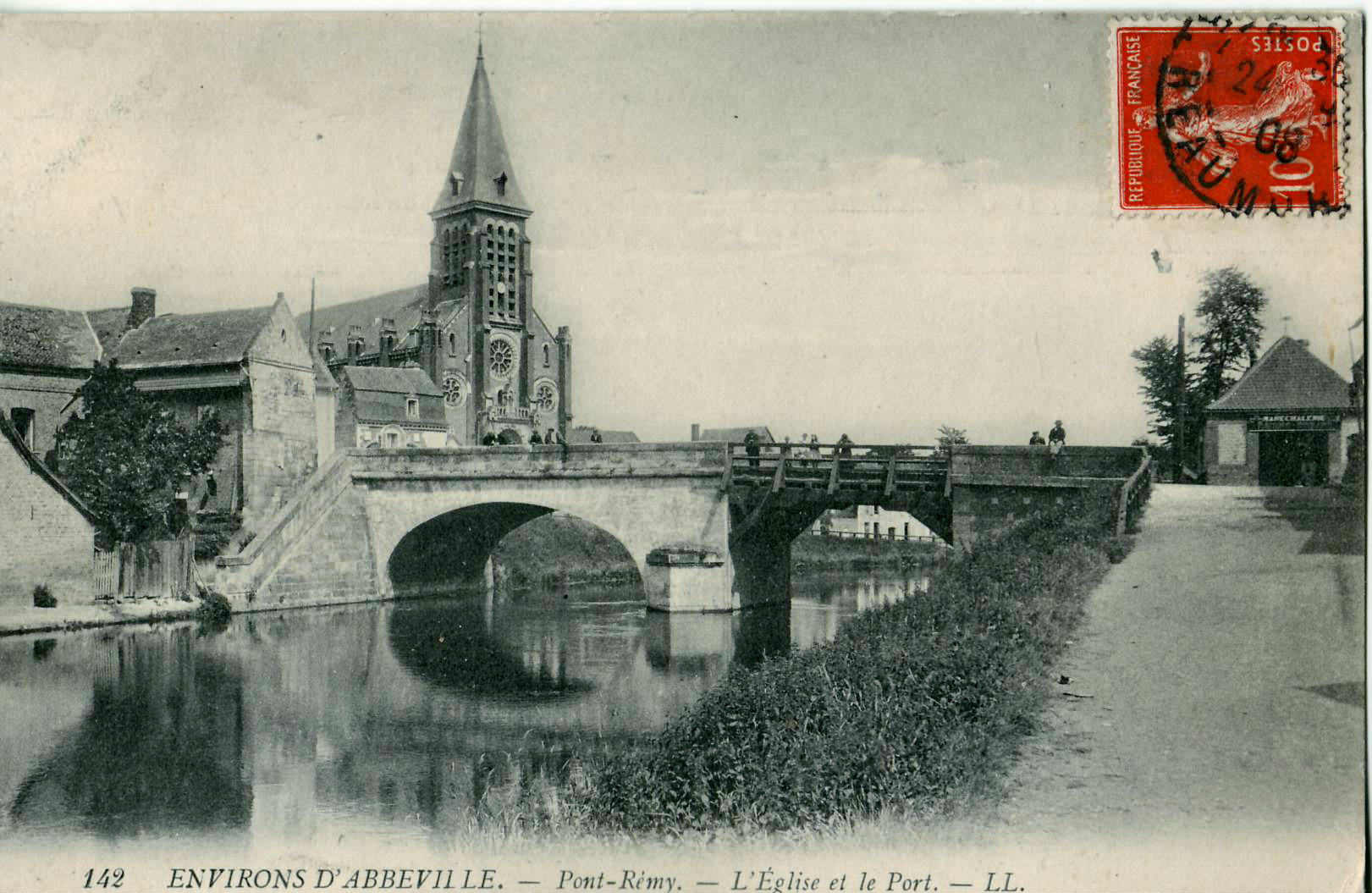
Pont-Remy, au tout début du XXe siècle. La carte postale indique qu'un port est aménagé sur la Somme.
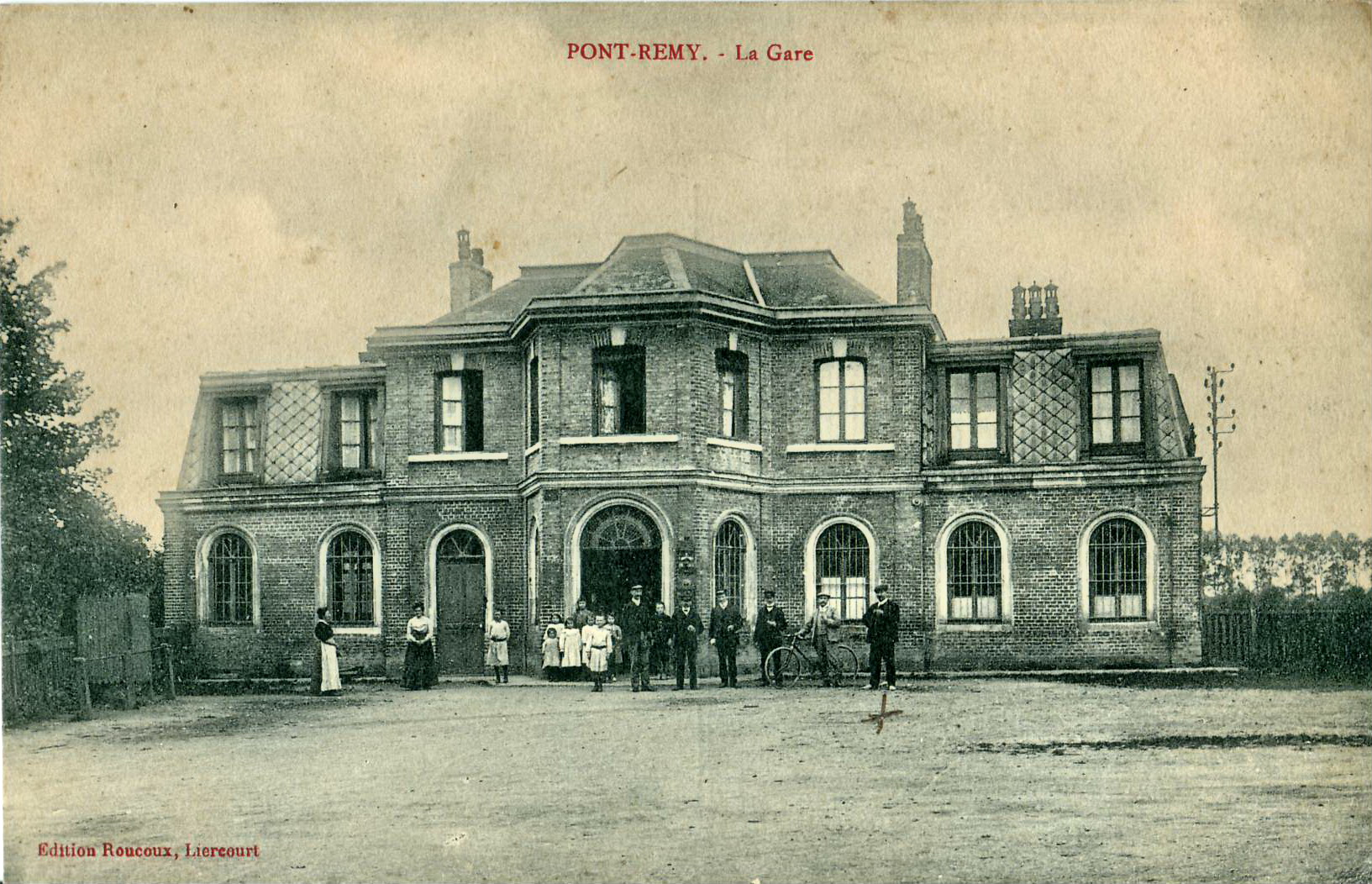
La gare de Pont-Remy, au début du XXe siècle.

Le 21 avril 1903, la gare de Pont-Remy fut le théâtre de l'arrestation mouvementée de la « bande à Jacob », un trio d'anarchistes (Alexandre Marius Jacob, Pélissard, Félix Bour) au cours de laquelle l'agent Pruvost trouva la mort. Le brigadier Anquier quant à lui reçut une balle qui fut extraite par le Docteur Paul Lamote à l'hôtel du chemin de fer en face de la gare.(http://www.atelierdecreationlibertaire.com/alexandre-jacob/2008/08/le-heros-du-jour/#.Xm4JsqhKiUk).

## Politique et administration

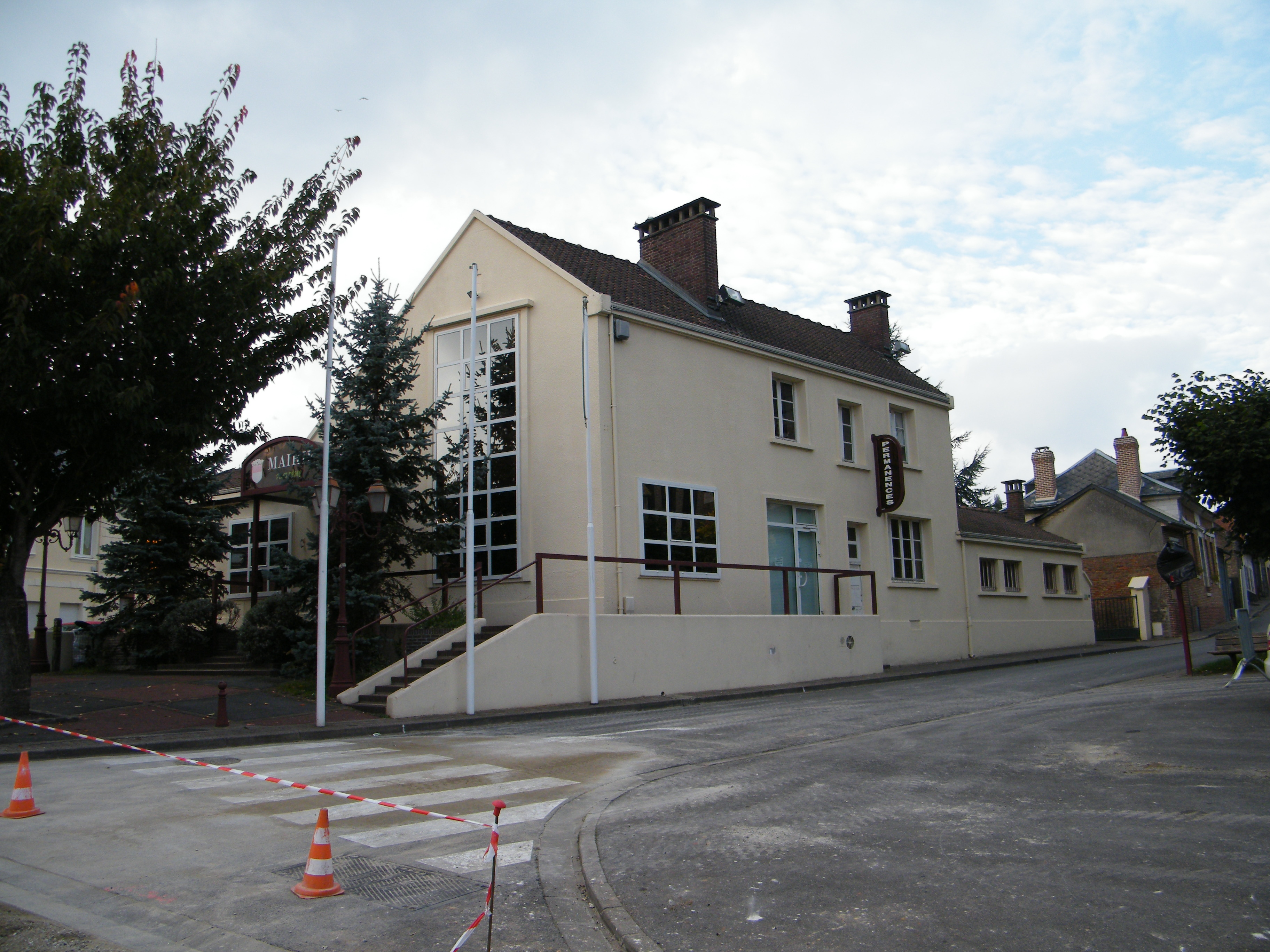
La mairie.

### Rattachements administratifs et électoraux
La commune se trouve dans l'arrondissement d'Abbeville du département de la Somme. Pour l'élection des députés, elle fait partie depuis 2012 de la première circonscription de la Somme.
Elle faisait partie depuis 1793 du canton d'Ailly-le-Haut-Clocher. Dans le cadre du redécoupage cantonal de 2014 en France, la commune est désormais intégrée au canton de Rue.

### Intercommunalité
Pont-Remy était membre de la communauté de communes du Haut-Clocher, créée fin 1999 et qui  succédait à un SIVOM créé en 1970.
Dans le cadre des dispositions de la loi portant nouvelle organisation territoriale de la République du 7 août 2015, qui prévoit que les établissements publics de coopération intercommunale (EPCI) à fiscalité propre doivent avoir un minimum de 15 000 habitants, la préfète de la Somme propose en octobre 2015 un projet de nouveau schéma départemental de coopération intercommunale (SDCI) qui prévoit la réduction de 28 à 16 du nombre des intercommunalités à fiscalité propre du Département, et notamment la « fusion des communautés de communes Authie-Maye, de Nouvion et du Haut Clocher ». Malgré le souhait de Pont-Remy, qui aurait souhaité rejoindre l'Abbevillois, cette fusion intervient le 1er janvier 2017 et la commune est donc membre de la nouvelle Communauté de communes Ponthieu-Marquenterre, ce qu'elle conteste sans succès devant le Tribunal administratif d'Amiens. La commune a décidé de faire appel de ce jugement et sollicite l'arbitrage du Président de la République.

### Liste des maires
| Période                                  | Période                      | Identité                | Étiquette | Qualité                                                                          |
| ---------------------------------------- | ---------------------------- | ----------------------- | --------- | -------------------------------------------------------------------------------- |
| Les données manquantes sont à compléter. |                              |                         |           |                                                                                  |
| 1793                                     | 1811                         | Pierre Dingeon          |           |                                                                                  |
| 1811                                     | 1831                         | Pierre-Francois Dingeon |           |                                                                                  |
| 1831                                     | 1836                         | Pierre Gavelle          |           |                                                                                  |
| 1836                                     | 1843                         | Pascal Tripier          |           |                                                                                  |
| 1843                                     | 1848                         | Nicolas Lourdel         |           |                                                                                  |
| 1848                                     | 1870                         | Raoul Manessier         |           |                                                                                  |
| 1870                                     | 1871                         | Alexandre Frichot       |           |                                                                                  |
| 1871                                     | 1872                         | Eugène Plet             |           |                                                                                  |
| 1872                                     | 1881                         | Isidore Gence           |           |                                                                                  |
| 1881                                     | 1882                         | Emile Leroy             |           |                                                                                  |
| 1882                                     | 1888                         | Alfred Lejeune          |           |                                                                                  |
| 1888                                     | 1890                         | Charles Gence           |           |                                                                                  |
| 1890                                     | 1892                         | Charles Caux            |           |                                                                                  |
| 1892                                     | 1899                         | Narcisse Grenu          |           |                                                                                  |
| 1899                                     | 1932                         | Ernest Tirmont          |           |                                                                                  |
| 1932                                     | 1944                         | Edouard Duboille        |           |                                                                                  |
| 1944                                     | 1945                         | Gustave Marcotte        |           |                                                                                  |
| 1945                                     | 1946                         | Pierre Lecat            |           |                                                                                  |
| 1946                                     | 1947                         | Roger Mouquet           |           |                                                                                  |
| 1947                                     | 1953                         | Pierre Lecat            |           |                                                                                  |
| 1953                                     | 1960                         | Edouard Duboille        |           |                                                                                  |
| 1960                                     | 1977                         | Jean Sueur              |           |                                                                                  |
| 1977                                     | 1978                         | René Hecquet            |           |                                                                                  |
| 1978                                     | 1989                         | Jean Lesage             |           |                                                                                  |
| 1989                                     | En cours (au 8 octobre 2020) | Annie Roucoux           | PS        | Suppléante du député Francis Hammel (1997-2002) Réélue pour le mandat 2020-2026, |

### Distinctions et labels
- Lors du dévoilement du palmarès, à Amiens-Mégacité, pour les assises régionales du concours des villes et villages fleuris, le 5 novembre 2015, la ville obtient directement deux fleurs pour ses efforts en matière d'environnement[40].

En 2018, la troisième fleur est obtenue,.
- La localité est décorée  de la Croix de guerre 1939-1945 le 15 juin 1949.

### Jumelages
- Drumquin  (Royaume-Uni) depuis 1999[43], en Irlande du Nord.

## Population et société

### Démographie
L'évolution du nombre d'habitants est connue à travers les recensements de la population effectués dans la commune depuis 1793. Pour les communes de moins de 10 000 habitants, une enquête de recensement portant sur toute la population est réalisée tous les cinq ans, les populations de référence des années intermédiaires étant quant à elles estimées par interpolation ou extrapolation. Pour la commune, le premier recensement exhaustif entrant dans le cadre du nouveau dispositif a été réalisé en 2004.

En 2022, la commune comptait 1 467 habitants, en évolution de −0,47 % par rapport à 2016 (Somme : −1,26 %, France hors Mayotte : +2,11 %).
| 1793 | 1800 | 1806 | 1821 | 1831 | 1836 | 1841  | 1846  | 1851  |
| ---- | ---- | ---- | ---- | ---- | ---- | ----- | ----- | ----- |
| 792  | 823  | 881  | 883  | 918  | 953  | 1 270 | 1 516 | 1 500 |

| 1856  | 1861  | 1866  | 1872  | 1876  | 1881  | 1886  | 1891  | 1896  |
| ----- | ----- | ----- | ----- | ----- | ----- | ----- | ----- | ----- |
| 1 528 | 1 645 | 1 777 | 1 990 | 2 032 | 1 895 | 1 429 | 1 426 | 1 602 |

| 1901  | 1906  | 1911  | 1921  | 1926  | 1931  | 1936  | 1946  | 1954  |
| ----- | ----- | ----- | ----- | ----- | ----- | ----- | ----- | ----- |
| 1 903 | 2 133 | 2 082 | 1 897 | 1 981 | 1 778 | 1 794 | 1 616 | 1 607 |

| 1962  | 1968  | 1975  | 1982  | 1990  | 1999  | 2004  | 2006  | 2009  |
| ----- | ----- | ----- | ----- | ----- | ----- | ----- | ----- | ----- |
| 1 569 | 1 547 | 1 406 | 1 311 | 1 395 | 1 400 | 1 510 | 1 532 | 1 429 |

| 2014  | 2019  | 2022  | - | - | - | - | - | - |
| ----- | ----- | ----- | - | - | - | - | - | - |
| 1 466 | 1 459 | 1 467 | - | - | - | - | - | - |

### Enseignement
La communauté de communes du Haut-Clocher a construit l'école intercommunale Robert-Mallet à Pont-Remy. Cette entité accueille, entre autres, les enfants d'âge scolaire primaire de la localité.
Les enfants de Cocquerel, Buigny-l'Abbé et Francières sont scolarisés dans ce regroupement concentré

### Petite enfance
Les habitants et salariés disposent d'une crèche associative d'une cinquantaine de berceaux, ouverte en avril 2016 et reprise par Sogecrèche fin 2019.

## Économie
Autrefois, le village a vécu essentiellement de l'agriculture, mais aussi de ses nombreux moulins à eau et de ses carrières souterraines de craie qui vont contribuer à la construction de la collégiale d'Abbeville, Saint-Gilles et des fontaines publiques d'Amiens.
Une autre activité fut prépondérante : le halage des gribannes sur le fleuve Somme. Un important courant rendait nécessaire l'appoint d'un attelage de près de 60 haleurs. Cette obligation fut l'objet d'un rançonnage de leur part, qui prit fin avec la Révolution.
Il faut attendre le début du XIXe siècle pour que se développent les premières manufactures qui vont utiliser la force hydraulique du fleuve.
En 1830, Vaysson implante sa filature de laine (500 emplois).

  Liénard, filature  de chanvre, tissage de voiles  (900 emplois). 

  Compagnie Linière filature de lin, tissage de linges fins (1 600 emplois).

  Rachat par Saint Frères en 1890, tissage de toile à sac, filature de jute qui fermera ses portes en 1933 : 473 licenciements (principalement des femmes) ; fermeture du tissage en mai 1954, reclassement dans les autres usines.

  Usine Linet, traitement du phosphate de chaux : création en 1934, fermeture en 1988.

  En 1971, installation des Ets Huret, fleuron de l'industrie cycliste (dérailleurs) des années 1960/1970, fermeture fin 1989.

  1991 : La Société TDI réoccupe les lieux ; TDI est spécialisé dans le négoce de visserie, boulonnerie et éléments de fixation pour toutes industries. En 2015,ouverture de la vente en ligne depuis le site internet www.tdi.fr.

  SA  GERVOIS Spécialiste du tricot métallique, fabrication d'articles en fils , chaines, ressorts.
D'autres entreprises ont vu le jour, gite, centre commercial ou industries dont notamment l'hypermarché E. Leclerc implanté à la sortie du bourg en direction d'Abbeville.

## Culture locale et patrimoine

### Lieux et monuments

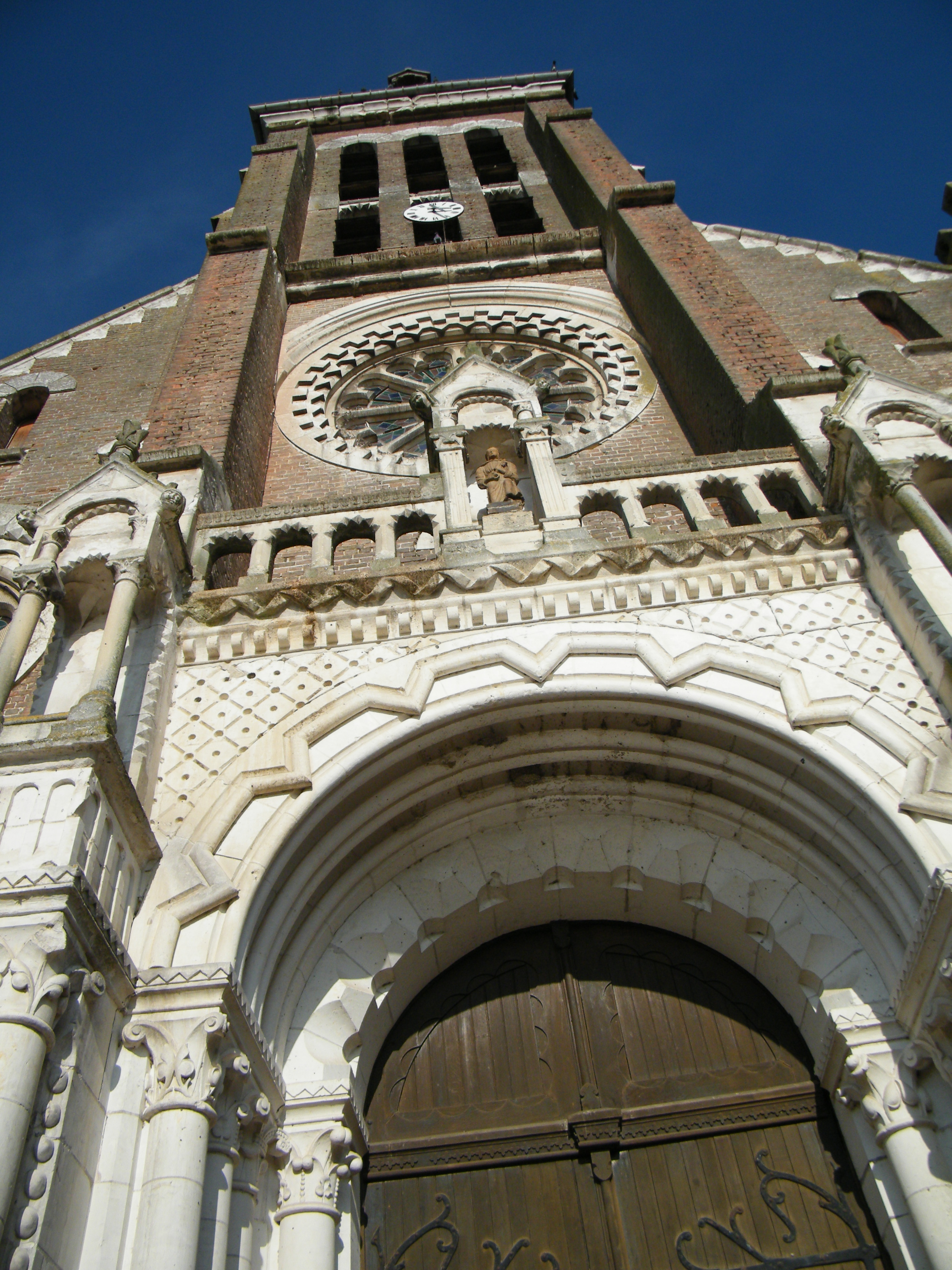
Clocher de Saint-Pierre.

- Église Saint-Pierre comprenant une Vierge à l'Enfant en argent de la fin du XVIe siècle. Des vitraux du XVIe siècle et une cloche de 1650 sont classés mobiliers historiques depuis la fin du XIXe siècle.

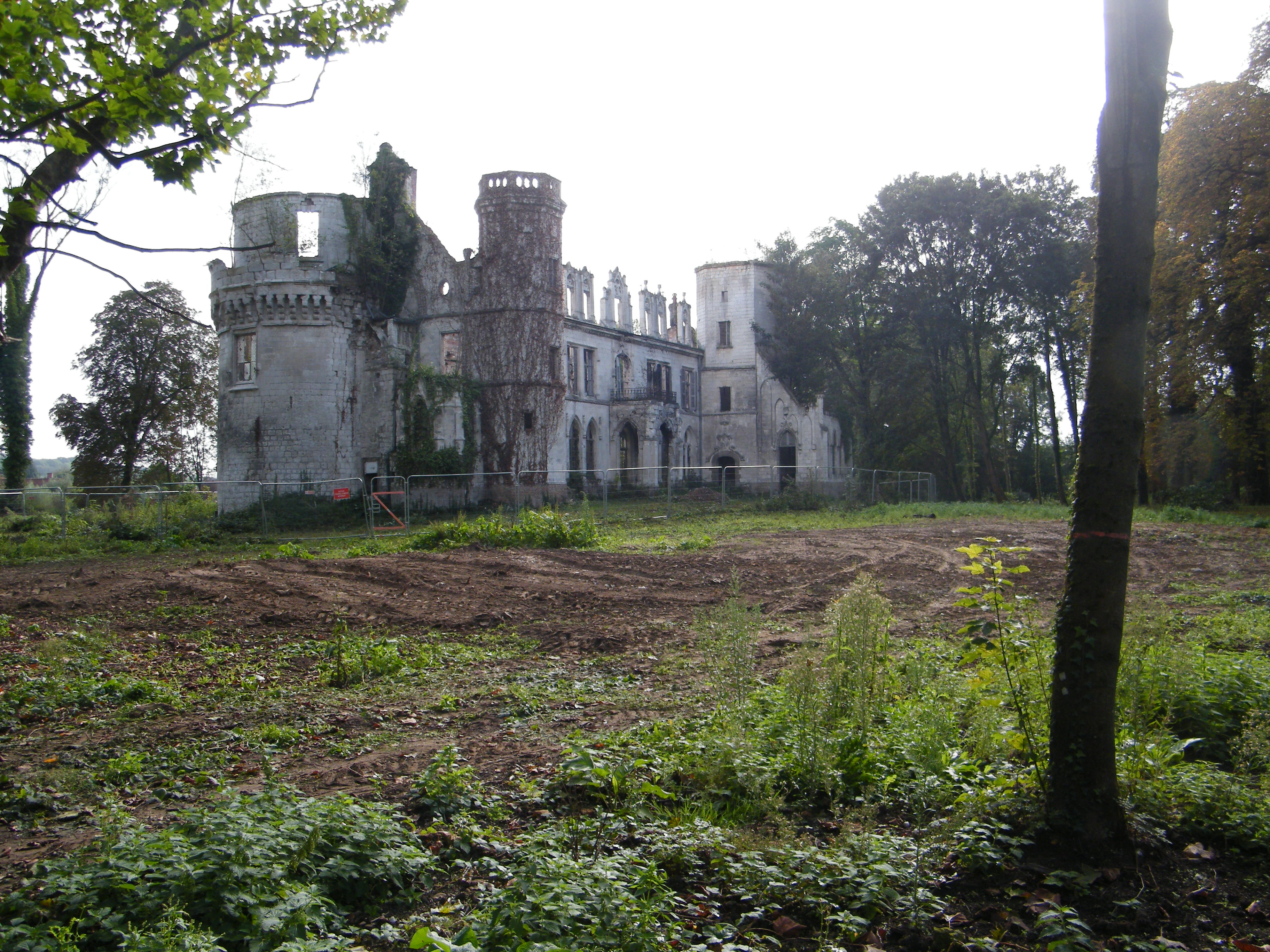
Le château de Pont-Remy.

- Château, forteresse médiévale réaménagée au XIXe siècle dans le style néo-flamboyant[50],[51],[52],[53].
Sa position sur un petit îlot lui a permis de résister aux Anglais lors de la guerre de Cent Ans.
- La veille de la funeste bataille de Crécy  Jean de Beaumont et Jean de Luxembourg , roi de Bohème  infligent aux anglais une défaite. Quelques rues du Luxembourg portent le nom de Pont Rémy avec la mention " victoire de Jean l'aveugle"
- Des personnages célèbres s'y sont arrêtés notamment la seconde épouse de François Ier, Éléonore, et Marie Stuart.

Un peu plus tard, Henri II s'y arrêtera, tout comme Henri IV avant de rejoindre Abbeville, et enfin le cardinal de Richelieu qui faillit périr dans l'explosion d'une tour qui servait de réserve de poudre.
La seigneurie passe en propriété aux de Waencourt qui luttent contre les Anglo-bourguignons. Siège du château par Philippe de Bourbon  duc de Bourgogne.
Propriété de la puissante famille de Créquy, le château passa par alliance dans celle de Blanchefort de Créquy puis dans celle de La Trémoille. Il est vendu en 1720  à Michel Robert Le Peletier des Forts, ancêtre du révolutionnaire le Peletier de Saint-Fargeau dont la fille le vendra en 1817 au comte du Maisniel de Liercourt. Ce dernier fera entièrement restaurer l'édifice en le dotant d'un étonnant et précoce style néo-gothique flamboyant. À la mort de sa descendante, la comtesse de Coux en 1955, le château sombre dans une longue période d'abandon jusqu'à ce qu'il soit inscrit à l'Inventaire des Monuments Historiques et racheté par un propriétaire désireux de le remettre en valeur.
Malheureusement, tout restera à l'état de projet et après une longue période d'abandon, le bâtiment fragilisé voit une partie de la grosse tour préservée du XVe siècle s'effondrer. Il a été détruit par un incendie en août 2012.
Le 30 octobre 2015, la commune achète l'ensemble à Michel de Monicault, le dernier propriétaire. La municipalité envisage d'y créer un parc, au milieu duquel les ruines de l'ancienne forteresse médiévale seront consolidées et valorisées.
- Camp gaulois d'Arebona, archéosite du Ier siècle av. J.-C.
- Cimetière militaire anglais.

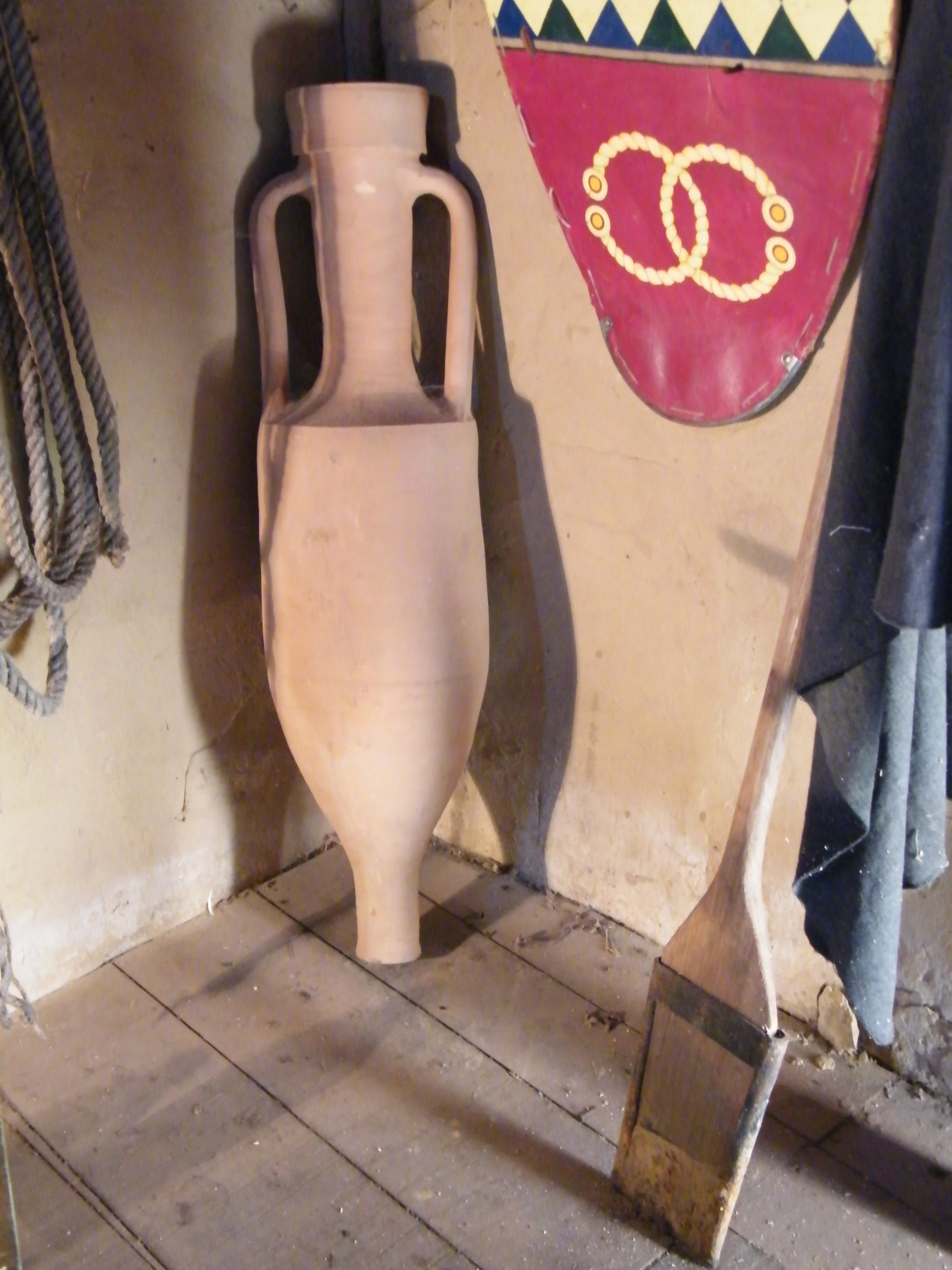
Intérieur gaulois à Arebona.

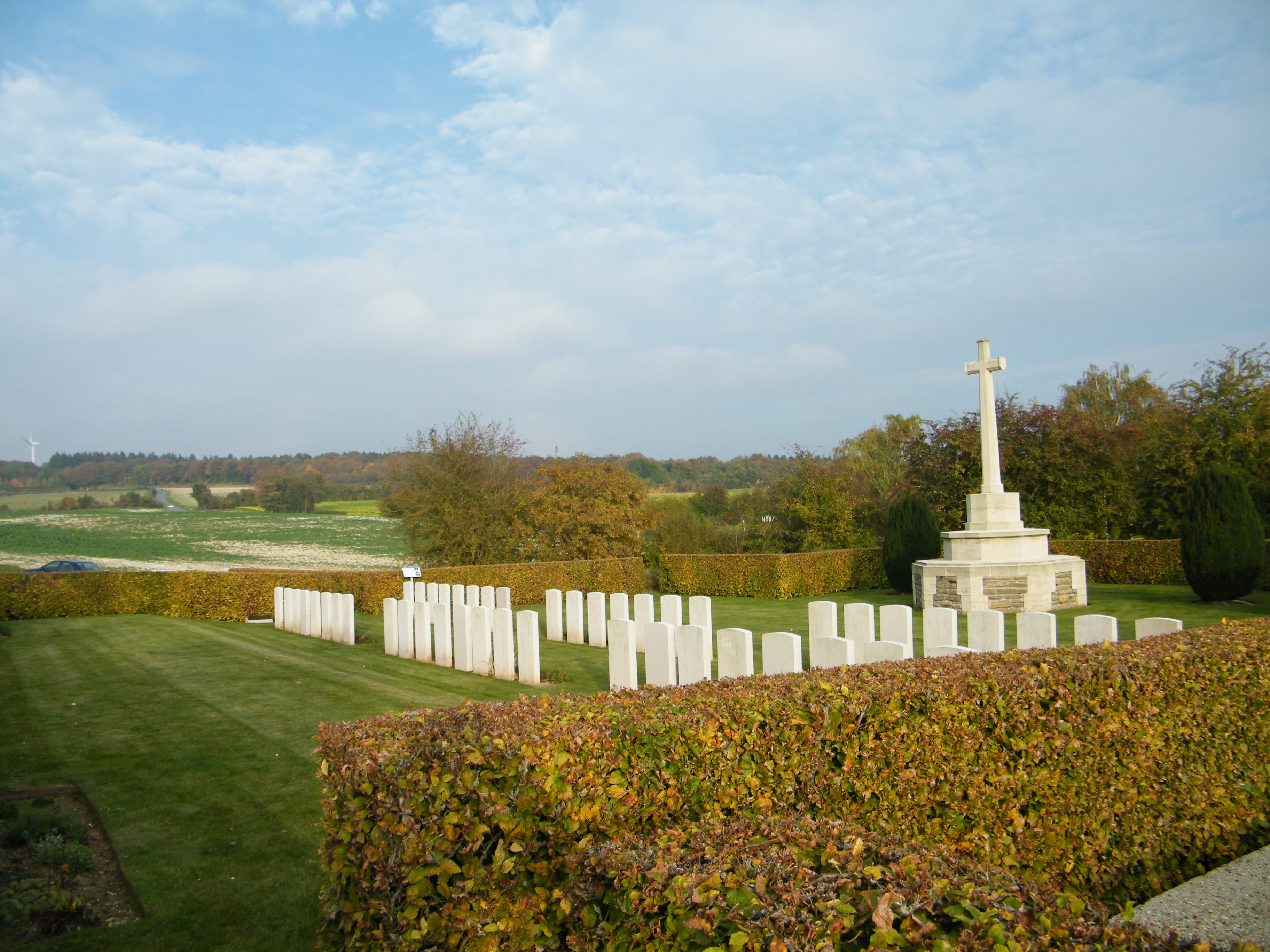
Le cimetière militaire britannique.

- Tissage Saint Frères, usine en brique en rez-de-chaussée, shed à oculus, boutique coopérative et cité ouvrière construite au début du XXe siècle. L'usine comptait, en 1902, huit chaudières Galloway et neuf autres appareils à vapeur et employait, en 1936, 479 ouvriers[58].

### Le chaland gallo-romain
Le chaland gallo-romain « Abugnata » (fille de la rivière) a été reconstitué en 2012 à Pont-Rémy par l'association Ambiani sur le site d'Arebona. Son modèle est une authentique embarcation découverte dans la tourbe au XIXe siècle à Fontaine-sur-Somme (et disparue depuis). Il a été transféré au Parc de Samara en 2019.

### Héraldique
|  | Les armes de la commune se blasonnent ainsi : d'argent au chef de gueules. |

### Personnalités liées à la commune
- Henry Séné (1889-1961), artiste peintre né à Pont-Remy. 
Grand voyageur (Maroc, Congo, Brésil, Pérou, Bolivie), il dirigea l'atelier de peinture de l'École des beaux-arts de La Paz. Il obtint de nombreux prix et récompenses. Son œuvre est conservée dans les musées d'Amiens, Dijon, Honfleur, Paris et Montevideo.
- Jean l'Aveugle de Luxembourg (1296-1346), comte, cité par Dante Alighieri comme dernier chevalier du Moyen Âge, victorieux à Pont-Remy, en alliance avec le roi de France contre les Anglais.
- Louis-Michel Lepeletier de Saint-Fargeau dont la famille a été propriétaire du château de Pont-Remy dès 1720, représentant la noblesse aux états généraux rejoint le tiers-état et vote la mort du roi. Il est de ce fait assassiné par Nicolas de Pâris, ancien garde du roi.

La Convention le désigne comme 1er martyr de la Révolution, lui attribue des obsèques nationales et dépose ses cendres au Panthéon. Sa fille Suzanne, déclarée première pupille de la Nation, viendra habiter au château de Pont-Remy.
- Pierre Coffe, garçon coiffeur, le père de Jean-Pierre Coffe. Mobilisé en 1937, il meurt au combat, le 5 juin 1940, à Pont-Remy[réf. nécessaire].
- Le grand-père et le père du peintre Alfred Manessier (1911-1993) : Alphonse Manessier (1849-1923), tailleur puis traceur de pierre, et son deuxième fils Nestor Manessier (1884-1936) sont nés à Pont-Remy. La commune pont-rémoise a rendu un « Hommage à Manessier », le 11 juin 2016, à l'occasion de la pose de deux plaques : l'une pour nommer « Square Alfred-Manessier » l'espace vert situé entre la mairie et l'église ; l'autre sur la maison où habitaient les grands-parents de l'artiste, sise 17 rue Roger-Salengro (anciennement rue Basse). Les deux enfants du peintre ont offert à la Municipalité deux œuvres de jeunesse de Manessier, peintes à l'huile sur le motif dans le village alors qu'ils n'étaient âgés que de 13 et de 14 ans[réf. nécessaire].
- Paul Lamote (1875-1930), né à la Mûre, il fut médecin à Pont-Rémy. Chevalier de la Légion d'honneur et Croix de Guerre pour sa participation à la Première Guerre Mondiale. Il est enterré au cimetière de Liercourt. Un vitrail dans l'église honore son souvenir[60].